# Händel-Werke-Verzeichnis

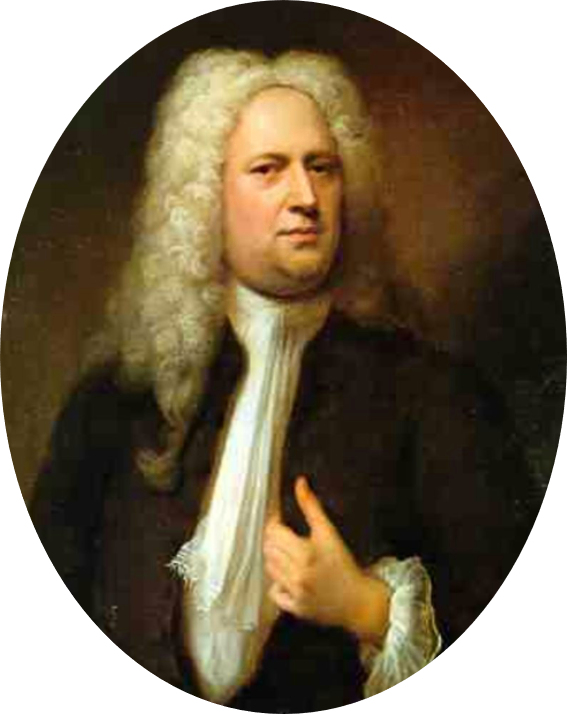
George Friedrich Händel

Händel-Werke-Verzeichnis neboli Seznam Händelových děl (zkr. HWV) je nejpoužívanější soupis skladeb Georga Friedricha Händela.
Seznam sestavil Bernd Baselt v letech 1978 až 1986 jako Verzeichnis der Werke Georg Friedrich Händels v Händel-Jahrbuch (HJb). Je řazen podle témat a od doby prvního vydání došlo k několika doplněním a opravám, ale stále se používá původní číslování.
Tematický katalog představuje počáteční takty každé jednotlivé skladby a poskytuje rozsáhlé informace (např. o ručně psaných zdrojích, raných tiscích apod.).

## Řazení
| Čísla                                | kategorie                    |
| ------------------------------------ | ---------------------------- |
| 1-42                                 | Opery                        |
| 43-45, 218                           | Jevištní hudba               |
| 46-48, 50-71                         | Oratoria                     |
| 49, 72-76                            | Serenáty a masques           |
| 77-177                               | Kantáty                      |
| 178-199                              | Italské duety                |
| 200-201                              | Italská tria                 |
| 202-210, 269-277, 284-286            | Hymny                        |
| 211-217, 219-227                     | Italské árie                 |
| 226, 228                             | Anglické písně               |
| 229                                  | Německé církevní kantáty     |
| 230, 233, 234                        | Italské duchovní kantáty     |
| 231, 232, 235-245, 269-274, 276, 277 | Latinská církevní hudba      |
| 246-268                              | Chrámové písně               |
| 278-283                              | Kostelní písně               |
| 287-311, 343                         | Concerti                     |
| 312-335                              | Concerti grossi              |
| 336-345, 347-356, 413                | Orchestrální skladby         |
| 357-379, 406-409, 412, 419-421       | Sólové sonáty                |
| 380-405                              | Triové sonáty                |
| 346, 410, 411, 414-418, 422-425      | Skladby pro dechové nástroje |
| 426-612                              | Klavírní skladby             |

## Výtah z díla
| Číslo    | Titel                                                                              |
| -------- | ---------------------------------------------------------------------------------- |
| HWV 1    | Almira, Königin von Castilien                                                      |
| HWV 2    | Die durch Blut und Mord erlangte Liebe resp. Nero                                  |
| HWV 3    | Der beglückte Florindo                                                             |
| HWV 4    | Die verwandelte Daphne                                                             |
| HWV 5    | Vincer se stesso è la maggior vittoria resp. Rodrigo                               |
| HWV 6    | Agrippina                                                                          |
| HWV 7a   | Rinaldo (1)                                                                        |
| HWV 7b   | Rinaldo (2)                                                                        |
| HWV 8a   | Il pastor fido (1)                                                                 |
| HWV 8b   | Terpsicore, prolog k Il pastor fido                                                |
| HWV 8c   | Il pastor fido (2)                                                                 |
| HWV 9    | Teseo                                                                              |
| HWV 10   | Lucio Cornelio Silla                                                               |
| HWV 11   | Amadigi di Gaula                                                                   |
| HWV 12a  | Radamisto (1)                                                                      |
| HWV 12b  | Radamisto (2)                                                                      |
| HWV 13   | Muzio Scevola                                                                      |
| HWV 14   | Il Floridante                                                                      |
| HWV 15   | Ottone, re di Germania                                                             |
| HWV 16   | Flavio, re de’ Longobardi                                                          |
| HWV 17   | Giulio Cesare in Egitto resp. Julius Caesar v Egyptě                               |
| HWV 18   | Tamerlano                                                                          |
| HWV 19   | Rodelinda, regina de Langobardi                                                    |
| HWV 20   | Publio Cornelio Scipione                                                           |
| HWV 21   | Alessandro                                                                         |
| HWV 22   | Admeto, re di Tessaglia                                                            |
| HWV 23   | Riccardo Primo, re d’Inghilterra resp. Richard I., král Anglie                     |
| HWV 24   | Siroe, re di Persia                                                                |
| HWV 25   | Tolomeo, re di Egitto                                                              |
| HWV 26   | Lotario                                                                            |
| HWV 27   | Partenope                                                                          |
| HWV 28   | Poro, re dell’Indie                                                                |
| HWV 29   | Ezio                                                                               |
| HWV 30   | Sosarme, re di Media resp. Sosarme, král Medie                                     |
| HWV 31   | Orlando                                                                            |
| HWV 32   | Arianna in Creta                                                                   |
| HWV 33   | Ariodante                                                                          |
| HWV 34   | Alcina                                                                             |
| HWV 35   | Atalanta                                                                           |
| HWV 36   | Arminio                                                                            |
| HWV 37   | Giustino                                                                           |
| HWV 38   | Berenice                                                                           |
| HWV 39   | Faramondo                                                                          |
| HWV 40   | Serse resp. Xerxes                                                                 |
| HWV 41   | Imeneo                                                                             |
| HWV 42   | Deidamia                                                                           |
| HWV 43   | The Alchymist, doprovodná hudba ke komedii Bena Jonsona                            |
| HWV 44   | There is blissfull shade and bow’rs, epilog ke hře Johna Miltona                   |
| HWV 45   | Alceste, doprovodná hudba ke hře Tobiase Smolletta                                 |
| HWV 46a  | Il trionfo del Tempo e del Disinganno                                              |
| HWV 46b  | Il trionfo del Tempo e della Verità                                                |
| HWV 47   | Oratorio per la Resurrezione di Nostro Signor Gesù                                 |
| HWV 48   | Der für die Sünde der Welt gemarterte und sterbende Jesus resp. Brockes-Passion    |
| HWV 49a  | Acis and Galatea (1)                                                               |
| HWV 49b  | Acis and Galatea (2)                                                               |
| HWV 50a  | Esther (Haman and Mordecai) (1)                                                    |
| HWV 50b  | Esther (2)                                                                         |
| HWV 51   | Deborah                                                                            |
| HWV 52   | Athalia                                                                            |
| HWV 53   | Saul                                                                               |
| HWV 54   | Israel in Egypt resp. Israel in Ägypten                                            |
| HWV 55   | L’Allegro, il Penseroso ed il Moderato                                             |
| HWV 56   | Mesiáš resp. Messiah či Der Messias                                                |
| HWV 57   | Samson                                                                             |
| HWV 58   | Semele                                                                             |
| HWV 59   | Joseph and his Brethren                                                            |
| HWV 60   | Hercules                                                                           |
| HWV 61   | Belshazzar                                                                         |
| HWV 62   | An Occasional Oratorio                                                             |
| HWV 63   | Juda Makabejský / Judas Maccabaeus                                                 |
| HWV 64   | Joshua                                                                             |
| HWV 65   | Alexander Balus                                                                    |
| HWV 66   | Susanna                                                                            |
| HWV 67   | Solomon resp. Šalamoun                                                             |
| HWV 68   | Theodora                                                                           |
| HWV 69   | The Choice of Hercules                                                             |
| HWV 70   | Jephta                                                                             |
| HWV 71   | The Triumph of Time and Truth                                                      |
| HWV 72   | Aci, Galatea e Polifemo                                                            |
| HWV 73   | Il Parnasso in festa                                                               |
| HWV 74   | Eternal source of light divine                                                     |
| HWV 75   | Alexander’s Feast or The Power of Musick resp. Alexandrova slavnost aneb Moc hudby |
| HWV 76   | From Harmony, from Heav’nly Harmony                                                |
| HWV 77   | Ah, che pur troppo e vero                                                          |
| HWV 78   | Ah! crudel, nel pianto mio                                                         |
| HWV 79   | Dianna Cacciatrice: Alla caccia                                                    |
| HWV 80   | Allor ch’io dissi addio                                                            |
| HWV 81   | Alpestre monte                                                                     |
| HWV 82   | Il duello amoroso                                                                  |
| HWV 83   | Aminta e Fillide                                                                   |
| HWV 84   | Aure soavi, e liete                                                                |
| HWV 85   | Venus and Adonis                                                                   |
| HWV 86   | Bella ma ritrosetta                                                                |
| HWV 87   | Carco sempre di gloria                                                             |
| HWV 88   | Care selve, aure grate                                                             |
| HWV 89   | Cecilia, volgi un sguardo                                                          |
| HWV 90   | Chi rapi la pace al core                                                           |
| HWV 91a  | Clori, degli occhi miei (1)                                                        |
| HWV 91b  | Clori, degli occhi miei (2)                                                        |
| HWV 92   | Clori, mia bella Clori                                                             |
| HWV 93   | Clori, Clori, ove sei                                                              |
| HWV 94   | Clori, si ch’io t’adoro                                                            |
| HWV 95   | Clori, vezzosa Clori                                                               |
| HWV 96   | Clori, Tirsi e Fileno                                                              |
| HWV 97   | Crudel tiranno Amor                                                                |
| HWV 98   | Cuopre tal volta cielo                                                             |
| HWV 99   | Deliro Amoroso                                                                     |
| HWV 100  | Da sete ardente afflitto                                                           |
| HWV 101a | Dal fatale momento (1)                                                             |
| HWV 101b | Dal fatale momento (2)                                                             |
| HWV 102a | Dalla guerra Amorosa (1)                                                           |
| HWV 102b | Dalla guerra amorosa (2)                                                           |
| HWV 103  | Deh! lasciata e vita                                                               |
| HWV 104  | Del bell’idolo mio                                                                 |
| HWV 105  | Armida abbandonata                                                                 |
| HWV 106  | Dimmi, o mio cor                                                                   |
| HWV 107  | Dite, mie piante                                                                   |
| HWV 108  | Dolce mio ben, s’io taccio                                                         |
| HWV 109a | Dolce pur d’amor l’affanno (1)                                                     |
| HWV 109b | Dolce pur d’amor l’affanno (2)                                                     |

## Předchozí soupisy
Dřívější seznamy Händelových děl existují mimo jiné z:
- John Mainwaring (Londýn 1760), do němčiny přeložil Johann Mattheson (Hamburk 1761)
- Charles Burney (Londýn 1785), Němec J. J. Eschenburg (Berlín / Štětín 1785)
- W. S. Rockstro (Londýn 1883)
- W. C. Smith (HJb 1956)
- A. C. Bell (1972)